# Kale (Skopje)

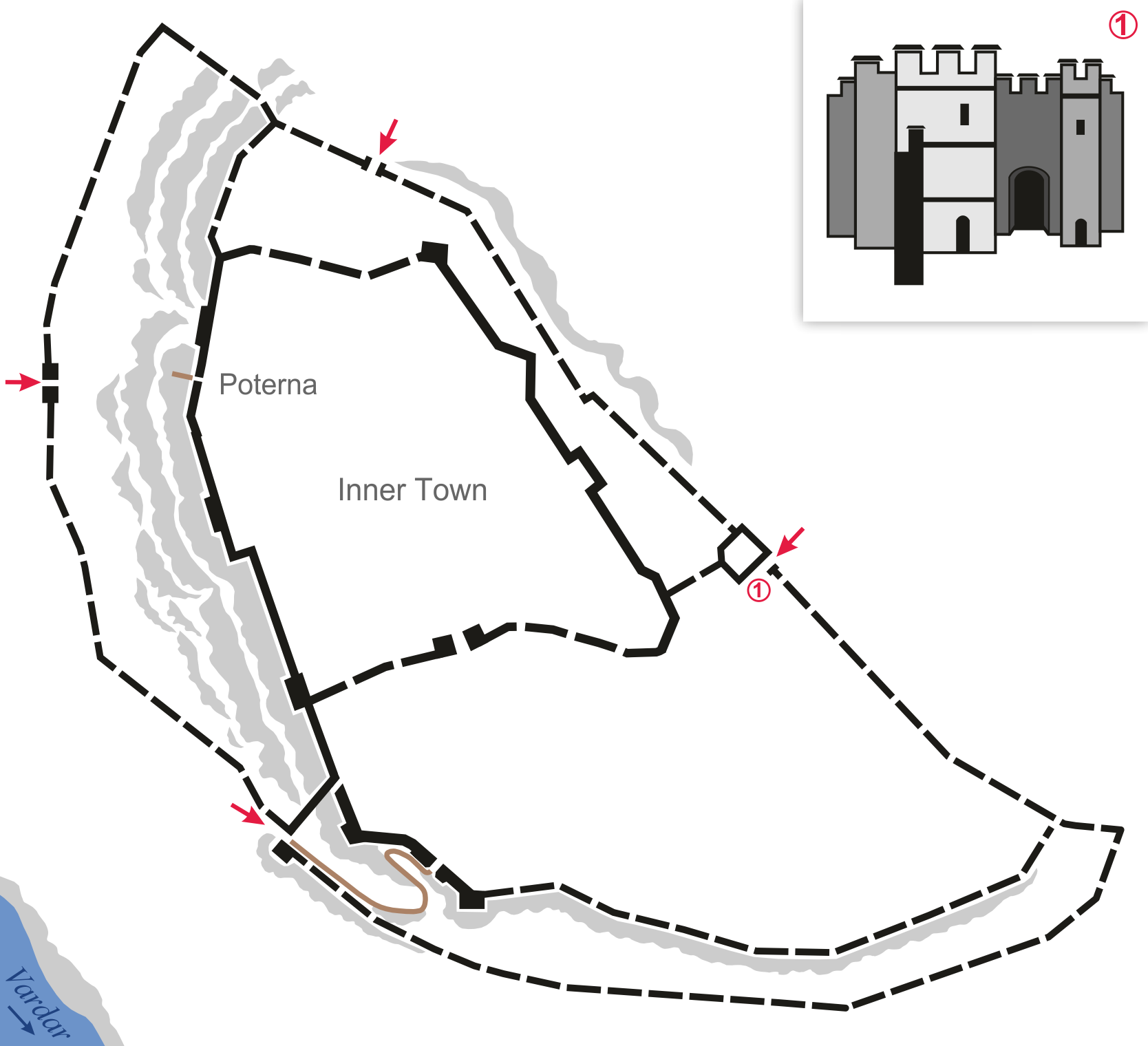
Půdorys pevnosti.

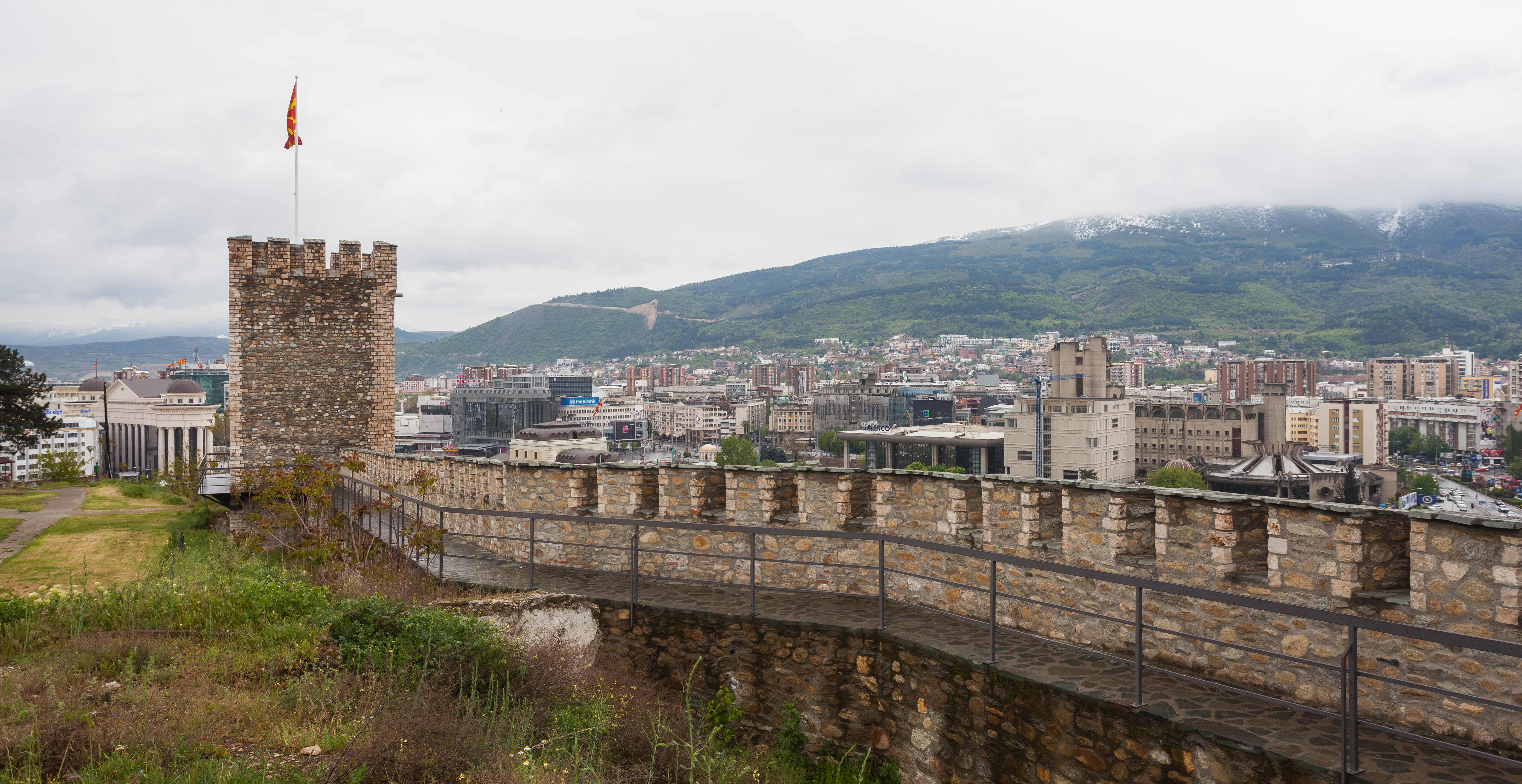
Hradby pevnosti Kale s městem Skopje v pozadí

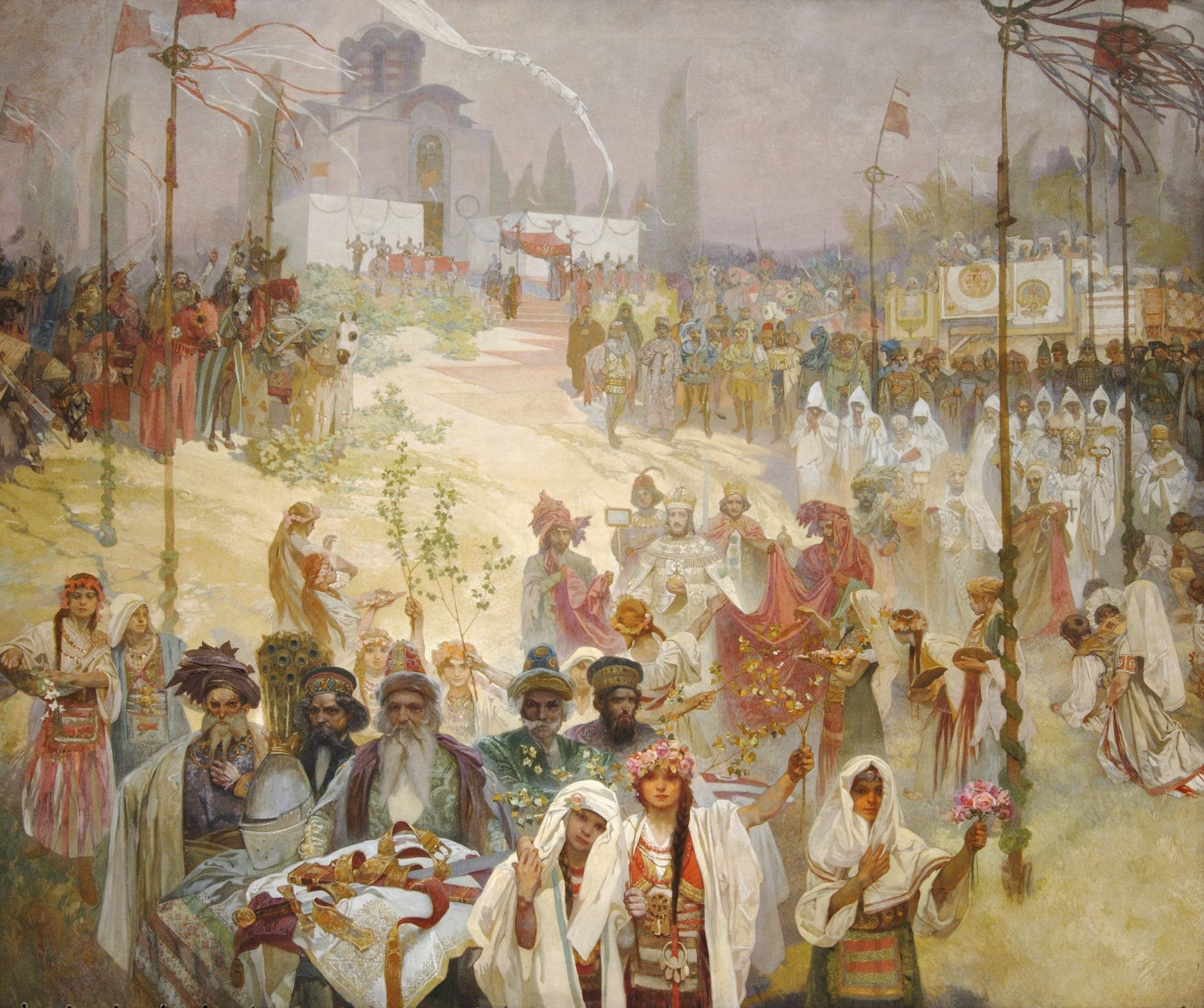
Korunovace cara Dušana na obrazu Alfonse Muchy.

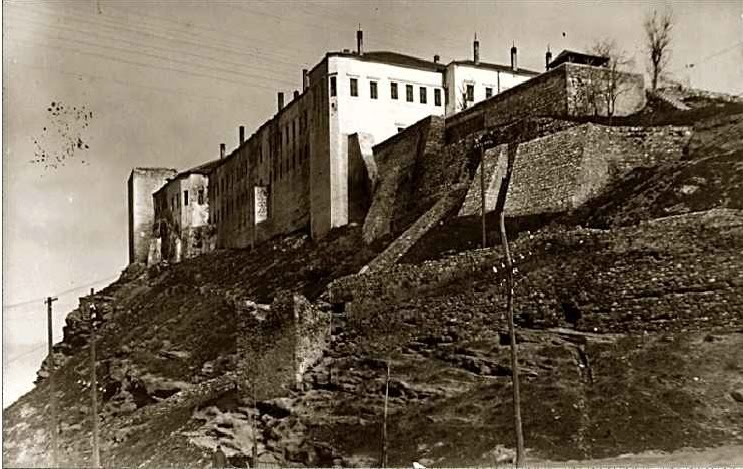
Pevnost na počátku 20. let 20. století.

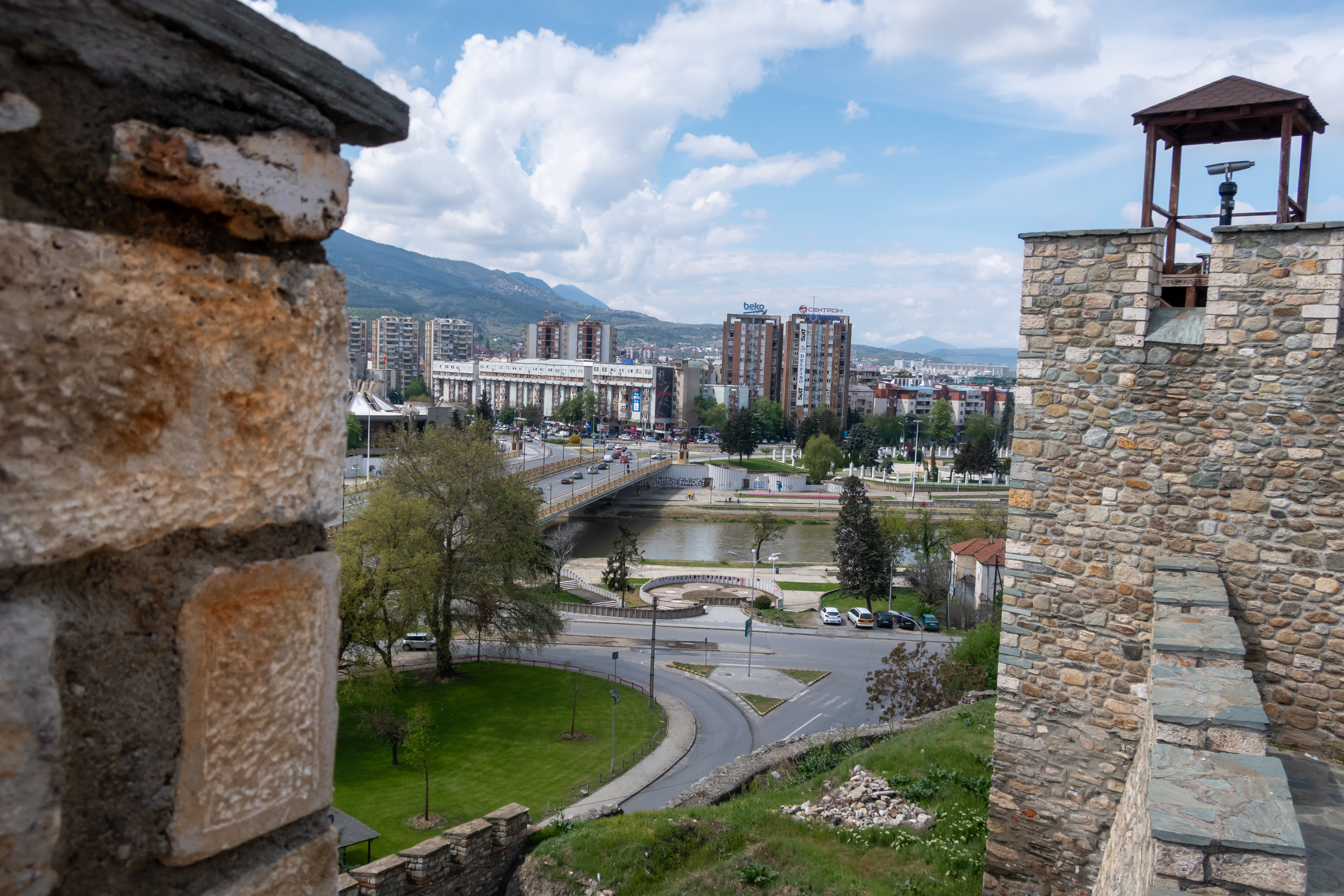
Pevnost a město.

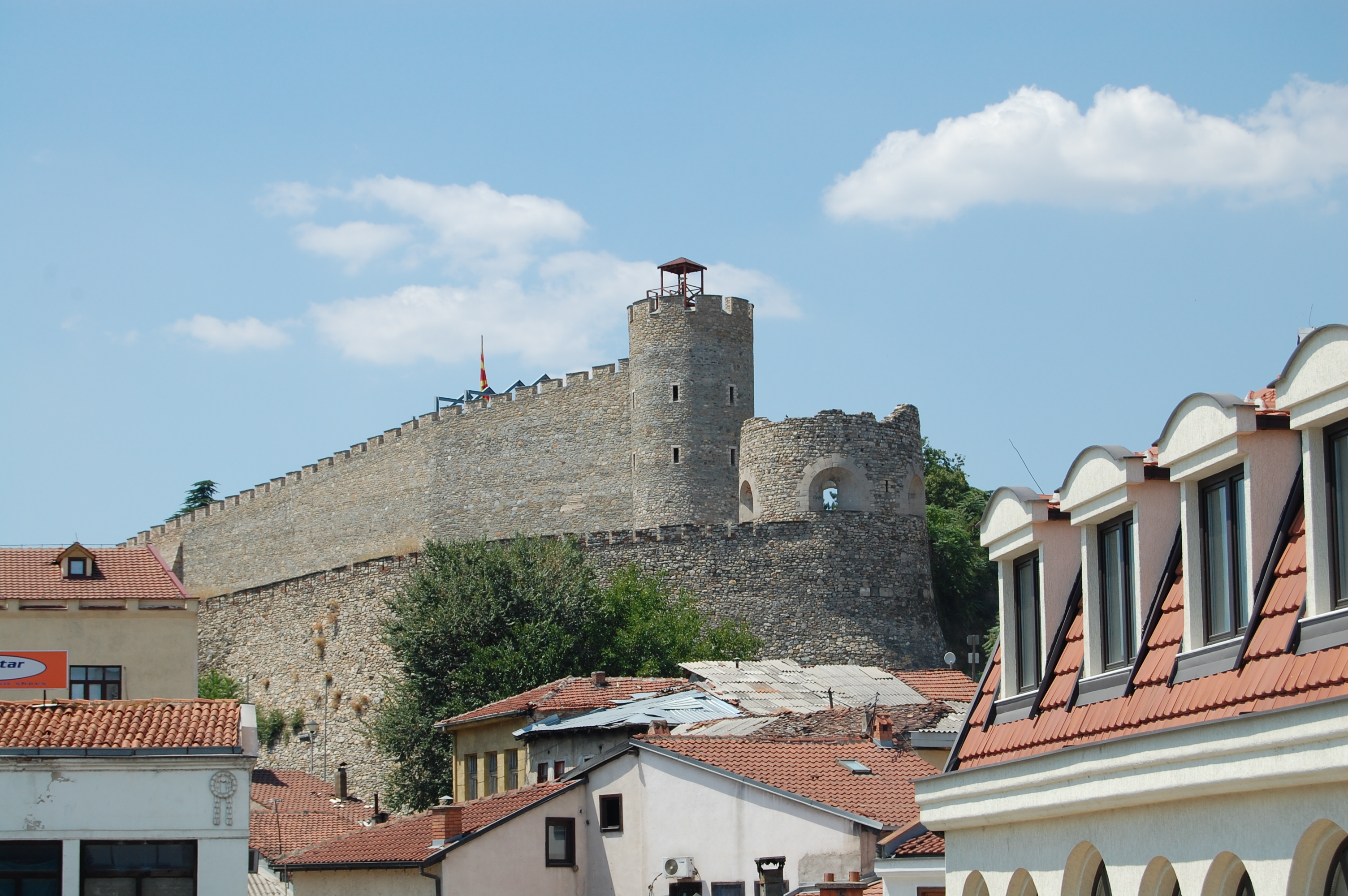
Kruhá věž na jihovýchodním konci pevnosti.

Pevnost Kale (makedonsky Скопско кале, (albánsky Kalaja e Shkupit) se nachází v severomakedonské metropoli Skopje. Vystupuje nad břehem řeky Vardar a leží naproti původnímu jádru města. Hrad je zobrazen na znaku města Skopje, který je zase začleněn do městské vlajky.
Pevnost bývá v nočních hodinách slavnostně nasvícena.

## Název
Název kale pochází z tureckého jazyka (název pevnosti turecky zní Üsküp Kalesi) a znamená pevnost. Pevnosti podobného názvu se nacházejí v dalších městech regionu, např. v Pirotu.

## Poloha a přírodní poměry
Pevnost z administrativního hlediska spadá pod opštinu Centar (střed města). Nachází se na druhém břehu řeky Vardaru (oproti původnímu historickému středu města) na vrcholku s názvem Gradište. Pevnost má půlkruhovitý tvar; jihozápadní strana kopíruje tvar terénu, severní je vytvořená uměle obehnáním hradbami. Částečně ji odděluje menší údolí s názvem Krivi dol. Jednoduché hradby vedou okolo celé pevnosti; dvojitá hradba je dochávána pouze z části jižní strany pevnosti. Na místo, kde se pevnost nachází je přirozeně nejsnazší přístup právě ze severu, nicméně historickým vývojem vznikla přístupová strana na východním okraji.
V pevnosti se téměř nenacházejí žádné větší stavby. Patrné jsou základy různých starších budov. Některé základy jsou obnoveny (jako např. v případě různých starých kostelů), jiné ponechány, např. v jižní části pevnosti. Sedm věží s obdélníkovým půdorysem se nachází z jižní, resp. západní strany. Na jihovýchodním cípu pevnosti je dochována věž s polygonálním půdorysem.
Pevnost je kromě své monumentálnosti, především z jižní strany, nápadná také díky stožáru s vlajkou Severní Makedonie.
V blízkosti pevnosti se nachází chráněné území o rozloze 2 hektarů (vyhlášeno v roce 1987).

## Historie
Archeologické průzkumy dohledaly lidskou přítomnost z mladší doby kamenné a doby bronzové. Nejvíce předmětů bylo dohledáno v severovýchodní části pevnosti. Byly nalezeny pozůstatky keramické peci z bronzové doby, části objektů ze střední doby bronzové a dům z podní doby bronzové. Lidé zde žili ve 3. až 4. tisíciletí př. n. l. V 5. až 4. století před naším letopočtem se zde nenacházelo osídlení ale nejspíše nějakému blízkému sídlu sloužila lokalita pro provozování různých náboženských obřadů.
První pevnost byla na místě té současné vybudována v 6. století. Vystupující skalní ostroh byl vhodnou volbou; lidské osídlení je zde doloženo již od neolitu a doby bronzové. Kámen, který byl na výstavbu pevnosti použit, pocházel z pozůstatků římského Skopje, které zničilo zemětřesení v roce 518. Nejstarší části zdí pevnosti jsou z této doby a jejich tloušťka se pohybuje od 2,8 do 4,2 metru.
Původní pevnost byla během rozvoje Byzantské říše za vlády císaře Justiniána I. rozšířena a přestavěna. S ústupem Byzantinců se nicméně ztratily i četné záznamy o vývoji pevnosti v období raného středověku. Pevnost se následně stala součástí středověkého bulharského státu. Jako vojensky významný objekt ji dokládají archeologické nálezy z dané doby, které zahrnují různé zbraně a další nástroje, jako třeba sekyry apod. Podoba pevnosti nicméně z této doby není příliš známá, neboť se zachovalo jen velmi málo zdrojů. 
Ve 14. století obsadili území dnešní Severní Makedonie Srbové. Car Dušan sem přemístil svoje sídlo z Prizrenu. Tak ézde byl v roce 1346 korunován právě ve Skopje, na pevnosti Kale. Skopje bylo v té době hlavním městem středověkého Srbska. Je místem, kde se odehrává jeden z obrazů Alfonse Muchy v rámci Slovanské epopeje. Podle záznamů se zde měly nacházet čtyři pravoslavné kostely. V této době byly obnoveny a zvětšeny i hradby pevnosti, pevnost byla navíc rozšířena směrem k severozápadu. Vznikly dvě věže čtvercového půdorysu ze západní a východní strany a obnovena byla brána na jižní straně pevnosti. Podle některých záznamů k pevnosti přiléhalo i podhradí (též Dolní město), jehož poloha však není nikde dohledána a byla předmětem sporů. Ve sklepeních se nacházelo nejspíše vězení, neboť průzkumy odhalily ostatky muže z této doby, který se nejspíše pokoušel prokopat ven.
Pevnost byla několikrát přestavována a modernizována během nadvlády Osmanské říše, která se zmocnila Skopje nedlouho po Dušanově vládě (1391). O pevnost sváděla vojska pod vedením Jijit-bega tuhé boje, při nich byla do velké míry zničena, zcela byla rozbořena původní jižní brána. Turci pevnost po dobytí nejprve celou obnovili; otázkou zůstává, zdali to bylo po dobytí nebo po ničivém zemětřesení v roce 1555. Vzhledem k posunu jejich hranice s křesťanskými státy dále na sever ovšem pevnost ztratila na významu a byla po nějakou dobu opuštěna.
O pevnosti psal i turecký cestovatel Evlija Čelebi, který v cestopise Seyahatname Skopje popsal jako "opevněné město s dvojitými zdmi". Povšiml si, jak je kvalitně opracován kámen, z něhož byly postaveny brány i zdi pevnosti a domníval se, že snad v Platónnově době byla možná srovnatelně přesná práce. Čelebi popsal pevnost mající pětiúhelníkový půdorys a sedmdesát bastionů. Pevnost měla mít tehdy tři brány, orientované víceméně na jihovýchodní stranu a značnou vojenskou přítomnost. Okolo stovky domů pro potřeby turecké armády se mělo nacházet uvnitř stavby.
Na podzim roku 1689 rakouské vojsko v čele s Piccolominim město obsadilo. Podle zprávy, kterou Piccolomini odeslal císaři do Vídně byly obsazeny trosky pevnosti; stavba byla zničena ještě před příchodem jeho vojska. Měla mít tehdy dvanáct věží. Útoku se účastnilo jezdectvo v počtu 400 lidí. Po návratu Turků byla stavba roku 1700 obnovena, což dokládá i turecký nápis vytesaný do východní zdi. Hradby byly posíleny, vystavěny nové věže a nová brána směrem k řece Vardaru. Obnovou stavby vznikla také nová hlavní brána směrem na východ a brána jižní ztratila svůj původní význam.
V 30. letech 19. století zde žilo podle tureckých záznamů jen pět lidí. Nacházelo se zde skladiště, vojenská nemocnice, zbrojnice (arsenál) a věznice. Pozdější archeologické průzkumy nalezly zbytky dělových koulí z této doby a různá keramická potrubí, která se používala např. pro kouření opia.
Během první světové války padla pevnost do rukou Rakousko-Uherska, které ji využívalo k vojenským cílům. Dominantní byla stavba v jihovýchodním cípu, která převyšovala původní hradby. Také po vzniku Jugoslávie armáda pevnost upravila podle svých potřeb a nechala vybudovat řadu objektů. Jako taková mohla sloužit i pro potřeby jugoslávského generálního štábu. Za druhé světové války, resp. v jejím závěru zde byla umístěna 1. makedonská dělostřelecká brigáda partyzánské armády. Došlo zde i k vzpouře.
Od roku 1951 však již v pevnosti pracují pouze archeologové a navštěvují ji turisté. Přestala ji užívat armáda a do péče byla svěřena skopskému archeologickému muzeu. V 30. a 60. letech 20. století byl v pevnosti Kale proveden archeologický průzkum. Při výstavbě moderní asfaltové silnice v blízkosti pevnosti byly odhaleny pozůstatky původní severní brány.
Naposledy byla pevnost poškozena v roce 1963 během katastrofálního zemětřesení. Následovala obnova jak zdí pevnosti, tak všech věží (kruhového a čtvercového půdorysu). Některé škody ale nikdy navráceny nebyly, především nebyly obnoveny původní budovy uvnitř pevnosti, které se v řadě případů sesuly po skalách dolů spolu s historickými zdmi. 
Pokus o velkou renovaci pevnosti skonči s násilnostmi na začátku 2. dekády 21. století. Některé práce nebyly dokončeny a pevnost zůstala částečně opuštěna. Areál pro návštěvníky zůstal uzavřen za velkými vraty; během dne byl nicméně přesto navštěvován různými lidmi na vlastní pěst. Kromě církevního muzea, které vzbudilo vášně, se zde nachází i menší prosklený dóm s muzeem pokrývajícím období prehistorie pevnosti, nicméně toto, ač bylo dokončeno, nebylo nikdy otevřeno pro návštěvníky.
V roce 2018 byla zamýšlena výstavba zip-line dráhy z pevnosti do nedalekého parku, nicméně toto nebylo uskutečněno. Město několikrát vybíralo zhotovitele pro takovou dráhu. Samotný skopský Magistrát si je vědom zanedbaného stavu pevnosti ve středu města a několikrát přemýšlel jak celou oblast zrenovovat nebo uskutečnit atraktivnější pro veřejnost. Měl být také zrealizován tunel pod pevností, který měla postavit turecká firma, nicméně projekt ztroskotal.
V souvislosti s obnovou Muzea současného umění byla diskutována i možnost zbourání několika domů v okolí pevnosti a vzniku nové zeleně, která by obklopovala pevnost Kale.
Z hradeb města se nabízí výhled na severomakedonskou metropoli a vrch Vodno. Je rovněž blízko k skopskému starému bazaru. V létě se zde dříve konaly kulturní akce, koncerty a divadelní představení.

## Archeologické průzkumy
První práce byly na povrchu uskutečněny v 30. letech 20. století a potom opětovně v letech šedesátých (v roce 1967). V případě druhého uvedeného byly odhaleny základy starších částí zdiva okolo pevnosti. Komplexní průzkum byl uskutečněn až v roce 2007. Účastilo se ho na 200 lidí. Dokončen byl až v roce 2012. Pevnost byla rozdělena na 10 sektorů podle lokality. Výzkumné práce provádí Archeologické muzeum Skopje, které sídlí nedaleko od pevnosti.
Při výzkumu byly objeveny různé hudební nástroje, hliněné ozdoby z doby mladší doby kamenné apod. Odhaleny byly pozůstatky třinácti domů. V roce 2010 zde byl nalezen největší poklad v podobě byzantských mincí, jaký kdy byl na území Severní Makedonie nalezen. Další průzkum odhalil základy kostela z 13. století. Mělo zde být v souvislosti s tím vybudováno církevní muzeum, nicméně reakce albánské menšiny a politické strany DUI, která tuto menšinu zastupuje, byla ta, že se jedná o starší ilyrskou nebo albánskou strukturu. V roce 2011 došlo v souvislosti s tím ke střetům; stavba muzea měla být zahájena v noci a výsledkem byl vandalismus a zničené staveniště. Severomakedonská vláda následně nařídila výstavbu muzea zastavit. Pevnost byla následně uzavřena a staveniště opuštěno, torzo muzea zde ničí povětrnostní vlivy.

## Umělecká díla
Na západní straně je umístěn Památník slávy, síly a vítězství (makedonsky Споменик „Сила, Слава и Победа“), který symbolizuje vítězství v boji nad fašismem za druhé světové války. Čtyřmetrová socha byla odhalena v roce 1954 a jejím autorem je Jordan Grabuloski.